# 오가키에역
오가키에역(일본어: 小垣江駅, おがきええき)은 일본 아이치현 가리야시에 소재하는 나고야 철도 미카와선의 역이다. 역 번호는 MU04이다. manaca가 사용 가능하다.

## 역사
- 1914년 2월 5일: 미카와 철도의 역으로 영업 개시.
- 1941년 6월 1일: 미카와 철도가 나고야 철도와 합병되어 동사의 미카와 선의 역이 됨.
- 1977년 5월 25일: 화물 영업 폐지.
- 1985년 2월: 특근화(역원배치 시기 불명).
- 2002년 7월 6일: 마에 강의 개수 공사에 의하여 배선 변경.
- 2005년 9월 14일: 역 집중 관리 시스템 도입에 따라 역사 개축, 무인화, "트랜 패스" 도입.
- 2011년 2월 11일: IC카드 승차권 "manaca" 공용 개시.
- 2012년 2월 29일: 트랜 패스 공용 종료.

## 역 구조
섬식 승강장 1면 2선의 지상역이다.
역 집중 관리 시스템이 도입된 간이역으로 지류 역에서 원격 관리되고 있다. 2002년 7월에는 가리야 시 측에 있는 마에 강의 하천 개수가 실시되고 본 역에서 다리 부분까지 복선이 되었다. 또한, 역전은 재개발이 되어 큰 역전 광장이 있다.

### 승강장
| 번호 | 노선        | 방향 | 행선                        |
| ---- | ----------- | ---- | --------------------------- |
| 1    | ■ 미카와 선 | 하행 | 가리야・지류 방면           |
| 2    | ■ 미카와 선 | 상행 | 미카와타카하마・헤키난 방면 |

## 역 주변
- 오가키에 초등학교
- 오가키에 유치원
- 가리야 자동차 학원

## 사진

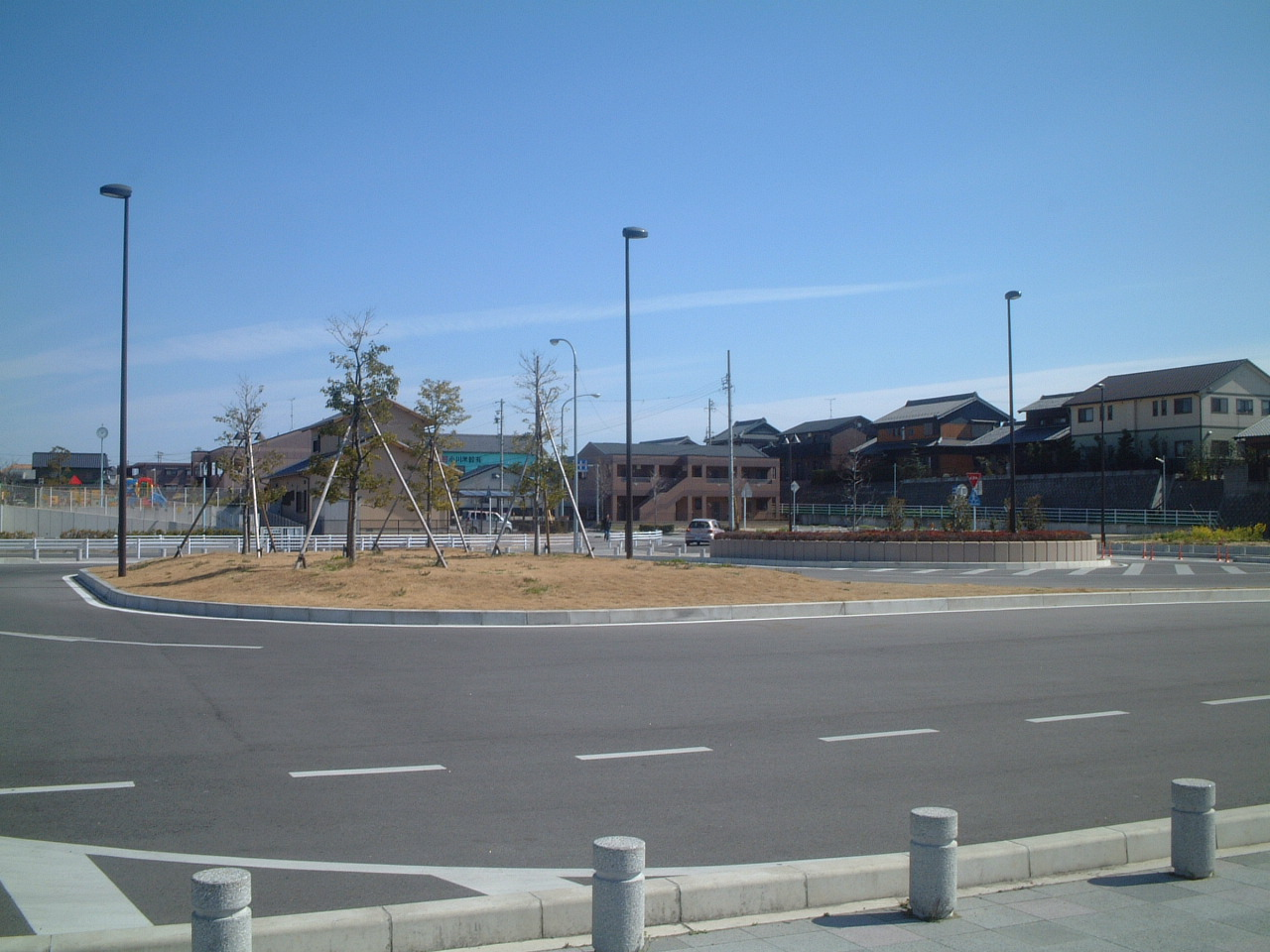
역전 광장
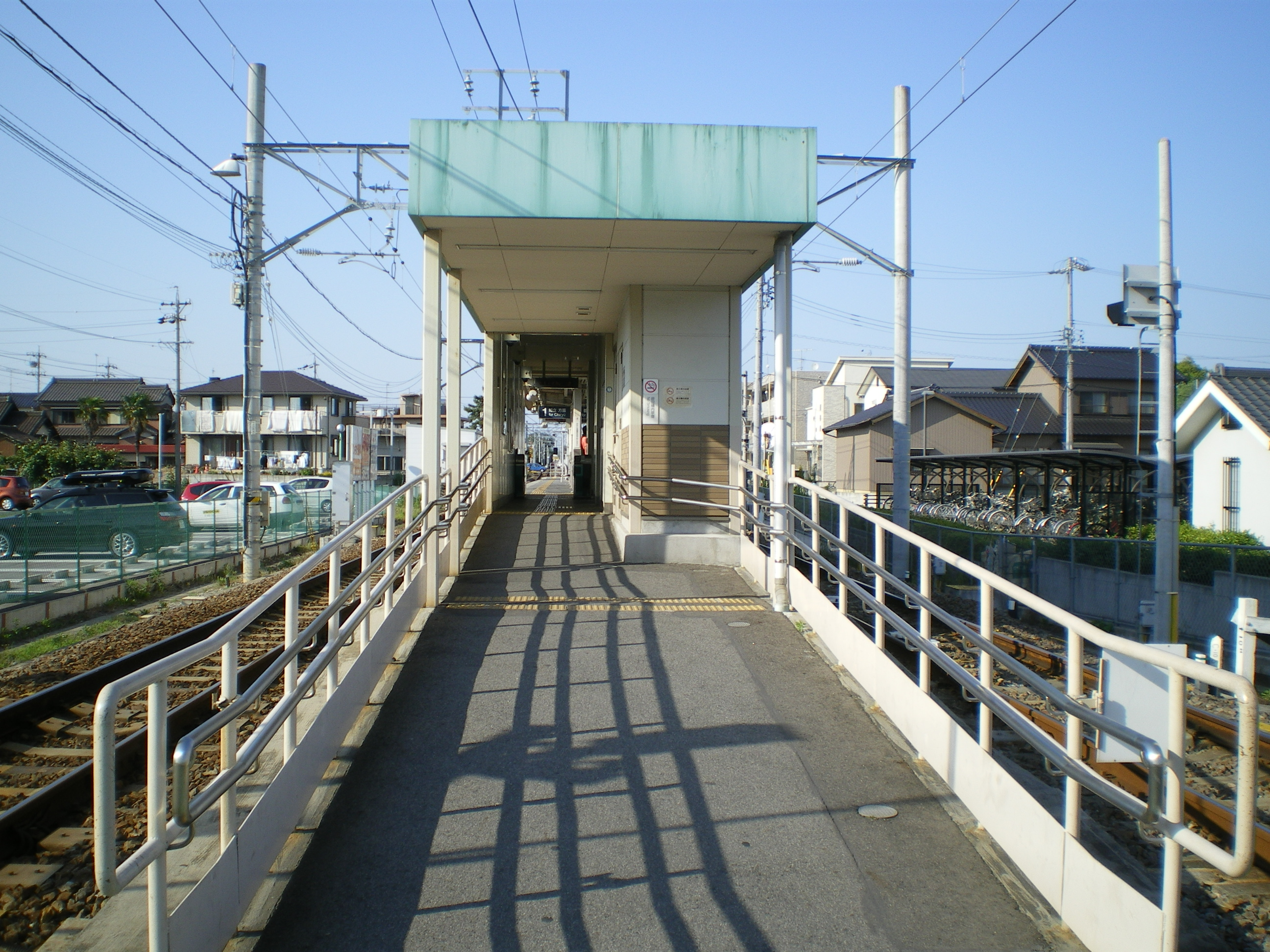
출입구
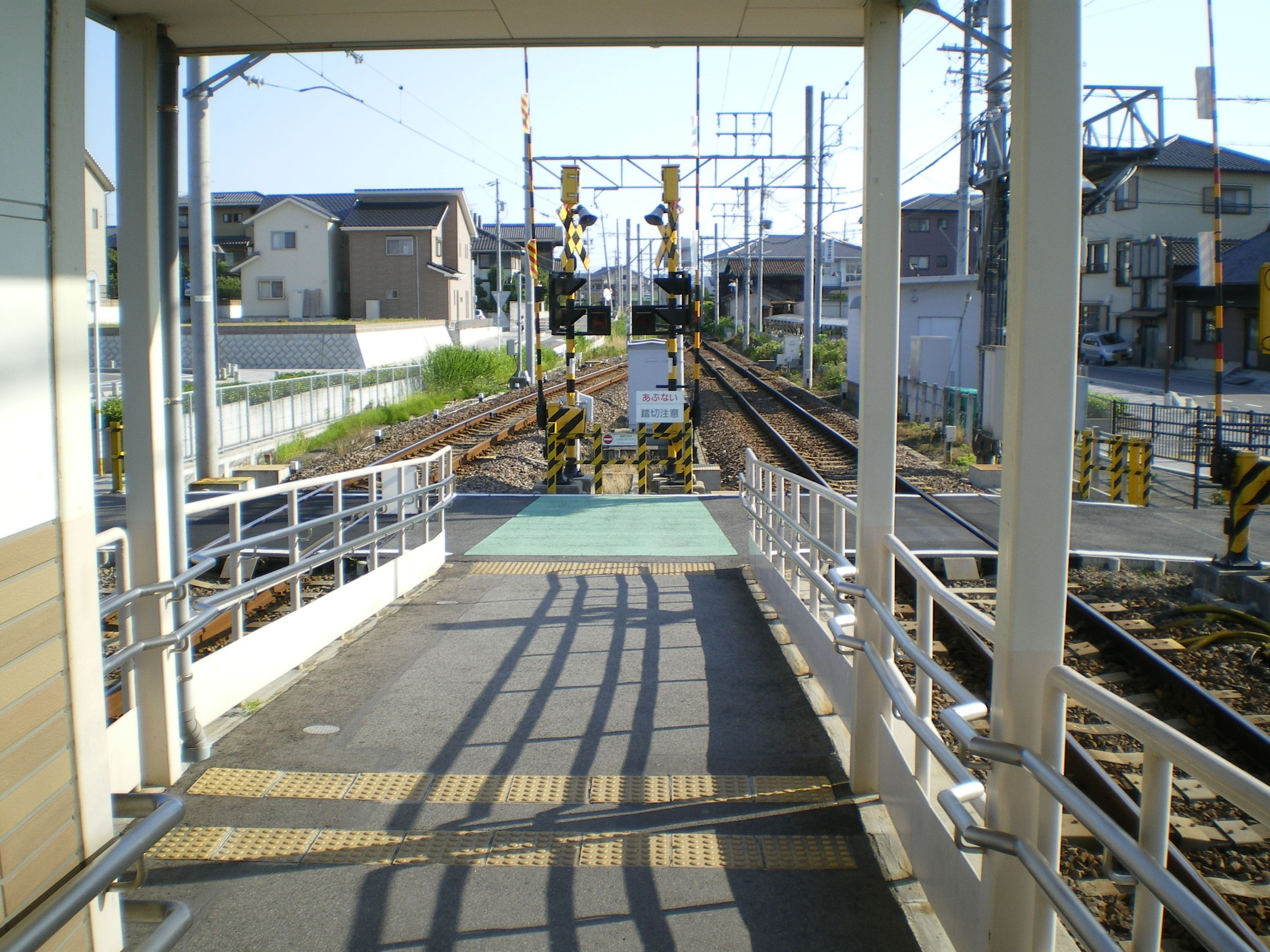
승강장 끝에 위치한 크로싱부

## 인접역
| 나고야 철도 미카와선    | 나고야 철도 미카와선 | 나고야 철도 미카와선      |
| ----------------------- | -------------------- | ------------------------- |
| MU03 가리야시 지류 방면 |                      | 요시하마 MU05 헤키난 방면 |